# Сражение при Дервиш-Джеване
Сражение при Дервиш-Джеване или сражение у Камчика — трёхдневные бои между российскими и османскими войсками во время русско-турецкой войны 1828—1829 годов, шедшие с 5 (17) по 7 (19) июля 1829 года у реки Камчик в восточной Болгарии.
После победы в сражении при Кулевче главнокомандующий российскими войсками на Дунайском ТВД граф И. И. Дибич решил перейти Балканы. Первым препятствием была речка Камчик. Турки на её правом берегу создали сильные позиции у сёл Дервиш-Джеван, Дюльгер-Орду (Юрду), Чалы-малы и Кюприкиой, обороняемые силами около 18 000 человек.
В первых числах июля началось наступление русских войск двумя колоннами. 5 июля правая колонна генерал-лейтенанта Ф. В. Ридигера (10500 человек пехоты и 1500 кавалерии) подошли к реке и, не встретив сопротивления, 6-го переправилась напротив Кюприкиоя. Турки, не ожидавшие скорого появления русских войск, после нескольких часов упорного боя покинули свои редуты и окопы и отступили в укреплённый лагерь в 10 км южнее, который затем также покинули, преследуемые колонной Ридигера, потерявшей в ходе боя 400 человек.
Труднее пришлось левой колонне генерала от инфантерии Л. О. Рота (13500 человек пехоты и 3400 человек кавалерии). Дорога к реке Камчик шла по узкому лесистому коридору. Турки направили на неё 18 орудий и при первом появлении русской колонны открыли огонь. Рот выставил 11 орудий и с утра до трёх часов дня вёл контрбатарейную борьбу. Справа и слева от дороги рассыпанные в лесу егерские батальоны перестреливались почти целый день с турецкой пехотой. Разведка показала, что удобного места для переправы нет.
Тогда Рот, не желая нести напрасные потери, решил переправиться в другом месте, в 8 км от Дервиш-Джевана, вверх по течению реки, у Дюльгер-Орду, занятом небольшим пехотным отрядом, укрепившимся в лесу. Чтобы отвлечь внимание противника, три пехотных полка при 18 орудиях были оставлены под командой генерал-майора П. Н. Фролова напротив Дервиш-Джевана. Остальные войска под командой генерал-лейтенанта А. А. Вельяминова 6 июля двинулись лесами к Дюльгер-Орду. 
Ночью под огнём противника были наведены четыре моста через четыре рукава реки в 300 шагах ниже турецкого укрепления и с рассветом 7 июля войска под прикрытием обстрела из 12 орудий с левого берега реки двинулись к переправе. Перейдя мосты, войска в штыковой атаке захватили укрепления. Остатки турецкого отряда бежали к Дервиш-Джевану. Туда же двинулся и Вельяминов. Пришлось прокладывать себе дорогу через густые леса; пехота местами шла по грудь в воде.
Наконец, в три часа дня отряд Вельяминова вышел на большую дорогу, ведущую из Дервиш-Джевана в Кюприкиой и повернул на восток. С первыми пушечными выстрелами, раздавшимися слева, турки бросили свои батареи на берегу Камчика у Дервиш-Джевана и отступили к лагерю. Отряд Фролова немедленно перешел на южный берег реки. Имея перед фронтом отряд Фролова и на фланге колонну Вельяминова, турки оставили лагерь и бежали в направлении Бургаса, преследуемые русской кавалерией.